# Dransfieldia micrantha
Dransfieldia micrantha là loài thực vật có hoa thuộc họ Arecaceae. Loài này được (Becc.) W.J.Baker & Zona mô tả khoa học đầu tiên năm 2006.